# Cryptops schubarti
Cryptops schubarti är en mångfotingart som beskrevs av Wolfgang Bücherl 1953. Cryptops schubarti ingår i släktet Cryptops och familjen Cryptopidae. Inga underarter finns listade i Catalogue of Life.